# الكلية الدولية للجراحين
الكلية الدولية للجراحين (بالإنجليزية: International College of Surgeons، وتختصر إلى: ICS) هي منظمة عالمية تهدف إلى تشجيع تميز الجراحين على مستوى العالم. أُسست الكلية في جنيف سنة 1935، ومقرها في مدينة شيكاغو بولاية إلينوي الأمريكية.
تتعاون الكلية مع منظمة الصحة العالمية والأمم المتحدة وغيرهما من المنظمات، وتصدر دورية «إنترناشيونال سيرجري» (بالإنجليزية: International Surgery، الجراحة الدولية)، كما تنظم مؤتمرات ولقاءات واجتماعات في العديد من دول العالم، وتدير المتحف الدولي للعلوم الجراحية في شيكاغو.

## وصلات خارجية
- الموقع الرسمي للكلية